# Austria-Forum
L'Austria-Forum est un portail d'information sur des thèmes liés à l'Autriche. Le portail est géré par l'association à but non lucratif Freunde des Austria Forum avec le soutien du serveur et d'Internet de l'Université technique de Graz. Il est conçu en septembre 2007 et mis en ligne en octobre 2009.

## Caractéristiques

Logo de l'AEIOU.

Tous les projets ayant pour thème principal les « données culturelles sous forme électronique », qui avaient été proposés à l'occasion des 1 000 ans de l'Autriche en 1996 auprès du ministère fédéral autrichien de la science, de la recherche et des arts de l'époque, sont réunis en un projet commun. Dans le cadre de ce projet, de nombreux scientifiques et experts autrichiens de renom ont créé le système d'information culturelle autrichien AEIOU.
En 1996, ce système d'information culturelle était une représentation complète de l'Autriche en textes et en images, en sons et en films. L'abréviation AEIOU signifie Annotierbares Elektronisches Interaktives Oesterreichisches Universal-Informationssystem, en interprétation de l'ancienne devise autrichienne A.E.I.O.U.
La base de données était constituée de tous les textes et illustrations du nouveau lexique autrichien publié en 1995 par une association d'éditeurs (2 volumes, 14 000 mots clés, environ 2 000 illustrations sur l'Autriche dans tous les domaines de connaissance). D'autres informations complétaient le lexique sous forme d'« albums ».
Le serveur AEIOU est arrêté le 1er avril 2005 en raison de problèmes financiers, juridiques et logistiques. La faculté d'informatique de l'université technique de Graz (sous la direction du doyen de l'époque Hermann Maurer) obtient l'autorisation de réactiver le serveur. En mai 2006, une révision progressive des entrées allemandes a lieu uniquement dans le lexique autrichien.
Le septembre 2007, l'AEIOU est intégrée au portail d'information Austria-Forum. Le 9 octobre 2009, l'Austria-Forum est officiellement mis en ligne. Depuis, les contenus peuvent être consultés à l'adresse www.austria-forum.org,. L'organisation responsable est l'association à but non lucratif Freunde des Austria Forum à Graz, fondée en 2007 par des personnes impliquées dans le projet afin de gérer le réseau de connaissances. Le comité des principaux éditeurs est composé de Hermann Maurer, Trautl Brandstaller, Peter Diem et Helga Maria Wolf.

## Conditions d'utilisation
Du point de vue de l'organisation, le projet a le caractère d'un hébergement modéré. Cela signifie que « chaque utilisateur est responsable des contributions qu'il crée » et doit posséder pour tous les contenus « les droits d'auteur ou d'exploitation nécessaires à cet effet ». La rédaction intervient de manière régulatrice.
Les contributions ne peuvent être copiées ou distribuées qu'avec l'autorisation de l'auteur ou du forum Austria, à l'exception des copies à des fins privées ou pour des groupes dans des établissements d'enseignement publics (indépendamment d'une mention explicite de droit d'auteur). En outre, la mise en ligne de contenus libres (à des fins quelconques, avec mention de l'url) est également possible.